# Marianenwaaierstaart
De marianenwaaierstaart (Rhipidura versicolor) is een zangvogel uit de familie Rhipiduridae (waaierstaarten). De vogel werd in 1872 door de Duitse vogelkundigen Gustav Hartlaub en Otto Finsch als aparte soort beschreven, maar later werd dit taxon een ondersoort van de Australische vuurstuitwaaierstaart (R. rufifrons).

## Herkenning
De vogel is ongeveer 15,5 tot 17,5 cm lang en lijkt sterk op de Australische vuurstuitwaaierstaart maar is gemiddeld kleiner en duidelijker rood op het voorhoofd. Van boven is de vogel grijsbruin. De borst is lichtgrijs en met zwarte schubvormig vlekjes en de buik is licht okerkleurig. Kenmerkend zijn een witte bef, zwart masker rond de ogen en een rode kruin.

## Verspreiding en leefgebied
Deze soort is endemisch op de Marianen (Micronesia):
- † R. r. uraniae Oustalet, 1881: uitgestorven ondersoort van Guam (zuidelijke Marianen)
- R. r. saipanensis Hartert, EJO, 1898: Saipan, Tinian en Aguijan (noordelijke Marianen).
- R. r. mariae Baker, RH, 1946: Marianen
- R. r. versicolor Hartlaub & Finsch, 1872: eiland Yap (westelijk Micronesië)

De leefgebieden liggen in diverse typen tropisch bos.